# Будинок з паранормальними явищами 2
«Будинок з паранормальними явищами 2» (англ. A Haunted House 2) — американський комедія режисера Майкла Тіддеса за сценарієм Марлона Веянса і Ріка Альварез, пародія на відомі фільми жахів. Слоган фільму — «Нагнали страху аж до сиквелу». Продовження фільму «Будинок з паранормальними явищами».

## Зміст
Після подій, показаних в першому фільмі проходить рік. Життя Малькома починає входити в нормальне русло. Він вирішує почати жити разом зі своєю новою дівчиною чарівною блондинкою Меган, яка має двоє дітей від першого шлюбу. Однак це не бентежить Малькома, він просто мріє про тихе сімейне щастя, і саме Меган зможе дати його йому. Разом з новою сім'єю Мальком переїжджає в новий будинок, де за звичкою ставить велику кількість камер. І відразу ж в будинку починають відбуватися всілякі нещастя. Так, на самому початку рветься канат і величезний залізний сейф падає прямо на собаку Малькома. Меган спочатку не вірить в усілякі там паранормальні явища, які відбувалися з її хлопцем раніше, проте поступово вона розуміє, що Мальком їй зовсім не брехав. Проте справжній страх починається тоді, коли по сусідству з будинком Малькома поселяється його раптово воскресла дівчина Кіша.

## Ролі
| Актор                 | Роль             |
| --------------------- | ---------------- |
| Марлон Веянс          | Малкольм Джонсон |
| Джеймі Преслі         | Меган            |
| Ессенс Аткінс         | Кіша             |
| Гебріел Іглесіас      | Мігель           |
| Міссі Пайл            | Норін            |
| Ешлі Рікардс          | Беккі            |
| Еффіон Крокетт        | Рей Рей          |
| Седрік «Розважальник» | отець Вільям     |

## Виробництво
8 квітня 2013 з'явилося підтвердження, що Марлон Веянс, Open Road Films і IM Global Octane будуть знімати продовження у зв'язку з фінансовим успіхом першого фільму. 3 травня 2013 стало відомо, що прем'єра сиквелу «Будинок з паранормальними явищами 2» відбудеться 28 березня 2014. 24 серпня 2013 було оголошено, що Джеймі Преслі, Ешлі Рікардс і Габріель Іглесіас приєдналися до акторського складу фільму.

## Знімальна група
- Режисер — Майкл Тіддес
- Сценарист — Марлон Веянс, Рік Альварез
- Продюсер — Рік Альварез, Марлон Веянс